# كازواكي هاياشي
كازواكي هاياشي (باليابانية: 林 一章) (29 يوليو 1976 في تسو في اليابان – )؛ هو لاعب كرة قدم سابق كان يلعب كحارس مرمى.

## وصلات خارجية
- كازواكي هاياشي على موقع رابطة كرة القدم اليابانية للمحترفين (اليابانية)